# Meanwhile (альбом)
Meanwhile (рус. «Между тем», «Тем временем») — дебютный альбом группы Celebrate The Nun, вышедший в 1989 году.

## Об альбоме
Диск включил в себя три композиции, вышедшие в качестве синглов — Ordinary Town, She’s a Secretary и Will You Be There. Последняя песня попала на четвёртое (в разных источниках указывают и пятое) место в хит-параде американского журнала Billboard, а She’s a Secretary — на 12-е.

## Список композиций
Музыка, стихи, аранжировка всех композиций — Рик Джордан, Эйч Пи Бакстер, Бритт Максиме, Слин Томпсон. Песни исполняют Бакстер (соло) и Максиме (бэк-вокал, а также соло в Cry No More).
1. Ordinary Town (4:15) (Заурядный город)
2. My Jealously (4:32) (Моя ревнивая)
3. Will You Be There (3:29) (Придёшь ли ты)
4. Maybe Tomorrow (3:54) (Может быть завтра)
5. Don’t You Go (3:52) (Не ходи)
6. She’s a Secretary (3:07) (Она — секретарша)
7. Cry No More (4:06) (Больше не плакать)
8. Stay Away (4:34) (Держись в стороне)
9. Could Have Been (3:48) (Могло бы быть)
10. So (4:25) (Итак)
11. Unattainable Love (4:35) (Недостижимая любовь)
12. Strange (5:08) (Странно)

## Синглы
В качестве синглов вышли три композиции с альбома — Ordinary Town, She’s a Secretary и Will You Be There.
| Обложка | Название (год)                               | трек-лист |
|         | Ordinary Town (1989)                         | 1) Ordinary Town (6:34) 2) Strange (5:12) 3) Ordinary Town — Radio version (3:58) |
|         | Will You Be There (1989)                     | 1) Will You Be There (5:30) 2) Unattainable Love (4:36) 3) Will You Be There — Acapella (0:35) |
|         | Will You Be There (США, Канада) (1989)       | 1) Celebrate The Nun mix (7:27) 2) Devilish Dub (4:59) 3) 7-inch/LP version (3:34) 4) Acapella (0:35) 5) French Floor mix (6:07) 6) French Floor Dub (3:39) 7) 12-inch version (5:30)                                                                                       |
|         | She’s A Secretary (США, Канада) (1989, 1990) | 1) She’s a Secretary — Gothic mix (5:25) 2) She’s a Secretary — Gothic Dub (3:36) 3) She’s a Secretary — Nonne mix (4:24) 4) She’s a Secretary — Monja mix (5:32) 5) She’s a Secretary — Spastic Dub (6:01) 6) Strange (5:09) 7) Will You Be There — 12-inch Version (5:30) |